# I Am Smiling
 (février 2012).
Si vous disposez d'ouvrages ou d'articles de référence ou si vous connaissez des sites web de qualité traitant du thème abordé ici, merci de compléter l'article en donnant les références utiles à sa vérifiabilité et en les liant à la section « Notes et références ».
I Am Smiling est le troisième single extrait du second album de la chanteuse Inna Modja intitulé Love Revolution paru en novembre 2011.

## Clip
Pour le clip, la chanteuse a demandé à ses fans d'envoyer des vidéos pour pouvoir réaliser son clip. C'est chose faite, puisque le clip est sorti le 7 février 2012.